# Parabaryssinus
Parabaryssinus is een kevergeslacht uit de familie van de boktorren (Cerambycidae). De wetenschappelijke naam van het geslacht werd voor het eerst geldig gepubliceerd in 2009 door Monné.

## Soorten
Parabaryssinus is monotypisch en omvat slechts de volgende soort:
- Parabaryssinus lineaticollis (Gounelle, 1910)